# Wigilia

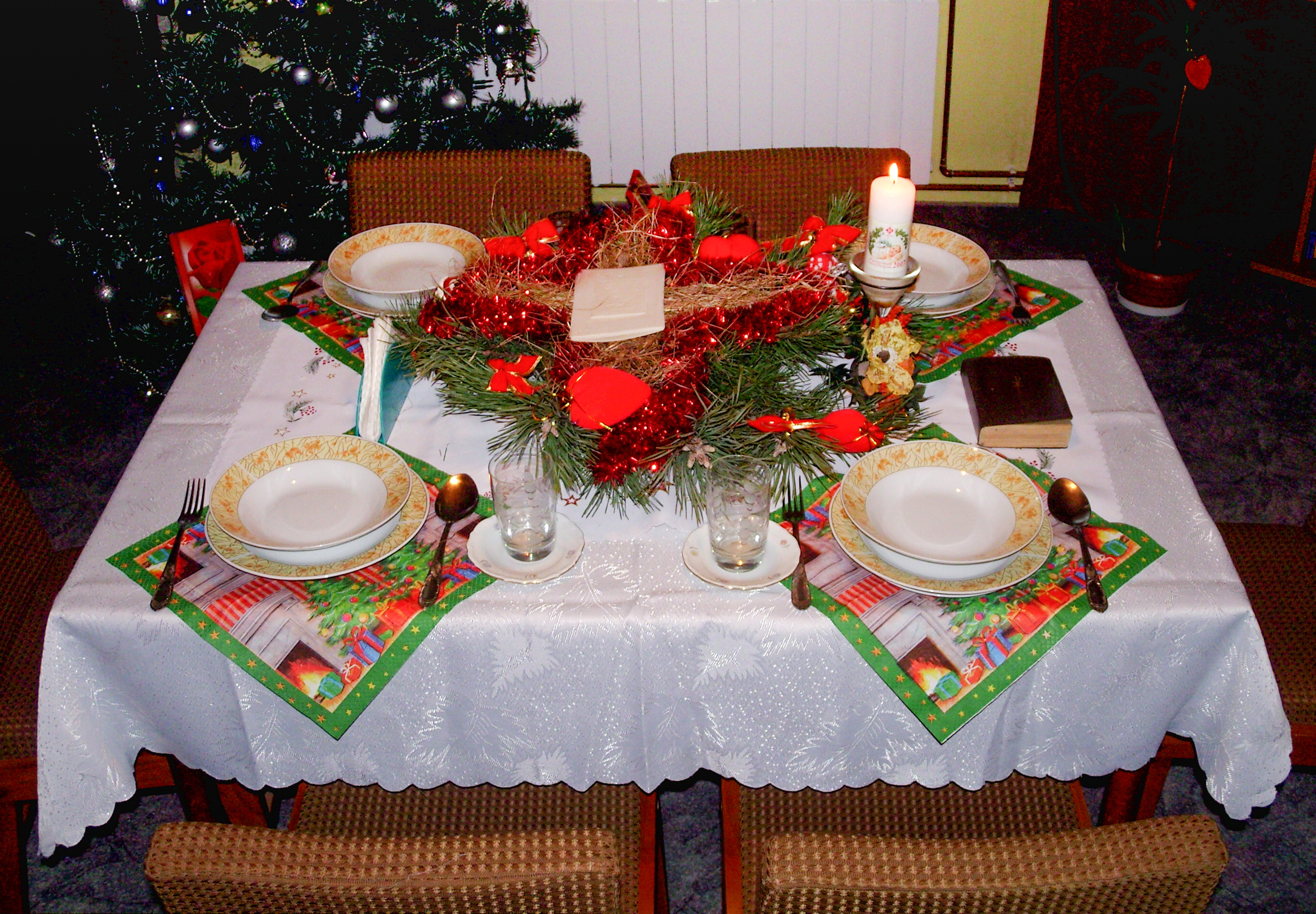
Un esempio di tavola della Wigilia, apparecchiata con un opłatek posto su un fascio di fieno, la Bibbia e una candela illuminata, simbolo della stella di Betlemme.

Wigilia è il nome della vigilia di Natale polacca e della sua tradizionale cena, che si tiene a mezzanotte o prima del 24 dicembre, concludendo il periodo dell'Avvento nelle comunità polacche.

## Etimologia
La parola Wigilia deriva dal latino "veglia". La festa associata segue un giorno di astinenza e inizia tradizionalmente una volta che la prima stella è stata avvistata.

## Tradizioni e costumi
I bambini di solito decorano l'albero di Natale. A volte una manciata di fieno viene posta sotto la tovaglia del tavolo da pranzo per simboleggiare la nascita di Gesù in una mangiatoia.
Un'altra tradizione è quella di realizzare un segnaposto in più per "l'ospite inatteso", per celebrare l'ospitalità. La festa inizia dicendo la grazia, rompendo l'ostia natalizia opłatek per simboleggiare il dono del pane quotidiano e augurandosi reciprocamente benedizioni per il prossimo anno. L'usanza di spezzare l'ostia è sconosciuta al di fuori della Polonia, della Lituania e della Bielorussia.

## Piatti

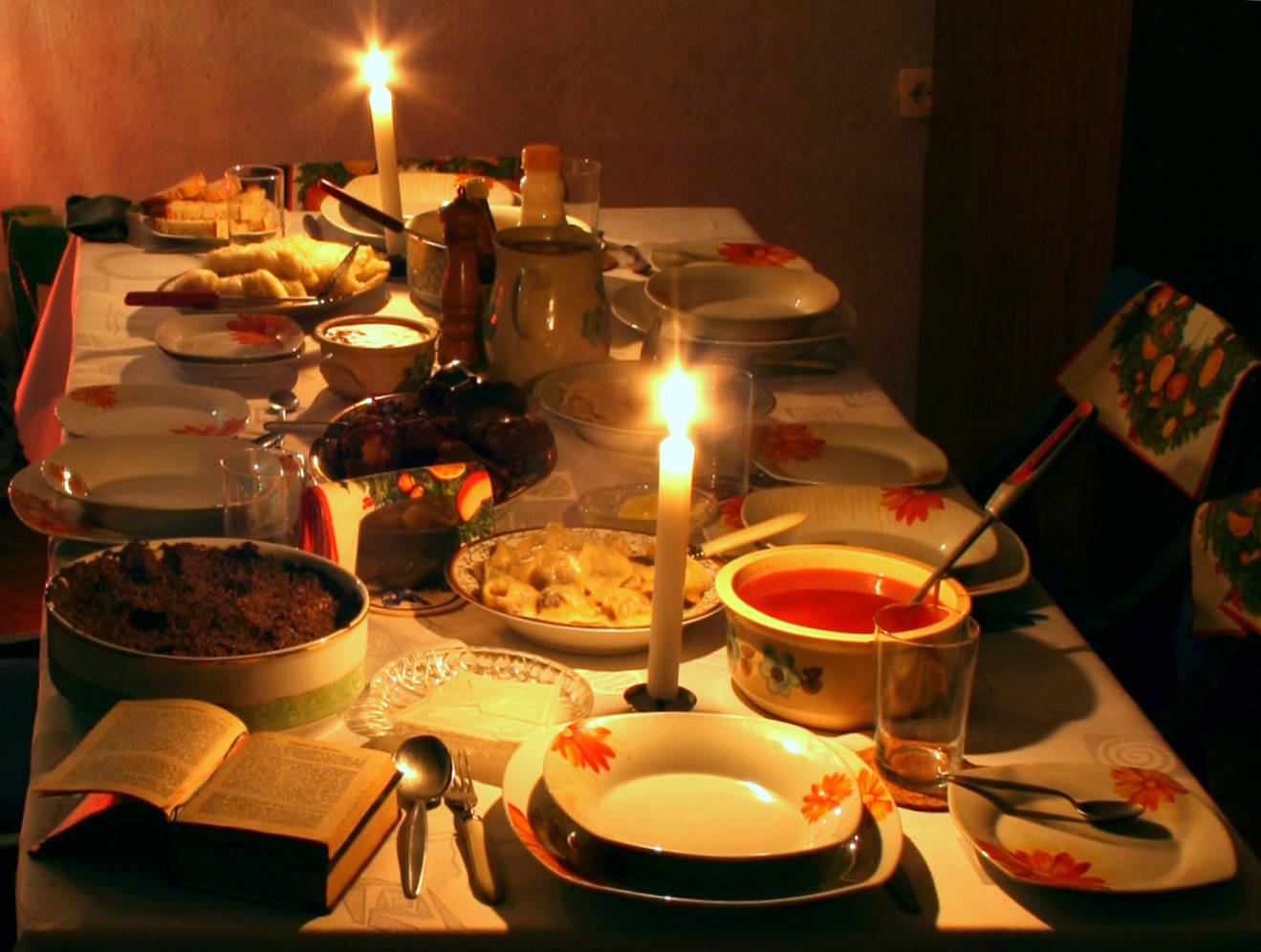
Un altro esempio della tradizionale tavola di Natale polacca.

La cena della vigilia di Natale in Polonia inizia con la rottura dell'ostia. Esclude la carne, poiché è richiesta l'astinenza per rispetto degli animali, e dovrebbe comprendere dodici piatti distinti in memoria dei dodici Apostoli. I più tipici sono: il borscht con uszka o consommé di funghi selvatici (grzybowa), pesce preparato in vari modi come la tradizionale carpa fritta e in gelatina o il gefilte fish, cavolo con piselli o funghi, pierogi con verza, fagioli con prugne, pâté con funghi, dolce con cipolle, carote, mandorle e uvetta. I contorni sono costituiti da cavolo cappuccio, rosso cotto o crauti con insalata di mele. Il pane spesso servito durante il pasto è il challah. I dolci sono composta di frutta secca, torta ai semi di papavero, Makowiec, babka, kutia e altri dolci tra cui ornamenti natalizi commestibili. Secondo l'usanza polacca, i piatti della vigilia di Natale dovrebbero essere veloci, cioè senza carne e senza l'uso di grassi animali. Il digiuno della vigilia di Natale è una pratica abbastanza comune, anche se non è richiesto in molte denominazioni cristiane.

## Dopo la cena
Alcune famiglie così come singoli fedeli partecipano alla tradizionale messa di mezzanotte o messa dei pastori chiamata "Pasterka", dove vengono cantate anche carole natalizie.
Una parte importante dei festeggiamenti di Wigilia è l'apertura dei regali. Dopo che tutti hanno finito di cenare, spesso i bambini aprono i loro doni e distribuiscono i doni per gli adulti da sotto l'albero.